# Riserva naturale orientata di Onferno
La riserva naturale orientata di Onferno è un'area naturale protetta situata nel comune di Gemmano, in provincia di Rimini ed è stata istituita nel 1991.
La riserva è nota ai più per le grotte carsiche e per le numerose colonie di pipistrelli in esse ospitati.
La riserva coincide con il sito di interesse comunitario denominato Onferno (IT4090001).

## Flora
Ospita un patrimonio floristico costituito da 420 entità di livello specifico e sottospecifico (Pteridophyta, 7; Gymnospermae, 3; Monocotiledoni, 79; Dicotiledoni, 334) distribuite in 272 generi e 73 famiglie, tra le quali può essere individuato un significativo numero di specie rare o di rilevante interesse fitogeografico quali Staphylea pinnata, Phyllitis scolopendrium e Polypodium australe.

## Fauna
La fauna autoctona, ricca e diversificata, è indice di una elevata conservazione dell'ambiente naturale e annovera in abbondanza le specie tipiche dell'Appennino.
Fra gli anfibi, non particolarmente numerosi data la scarsa estensione degli ambienti acquatici, sono presenti i tritoni, la rana verde, il rospo comune, la raganella e, in numero rilevante, l'ululone dal ventre giallo.
I rettili sono rappresentati da poche specie: il ramarro, la lucertola muraiola, la lucertola campestre e l'orbettino rappresentano i Sauri.  Tra gli Ofidi il biacco è la specie più abbondante, molto scarsa la natrice dal collare e rarissima la vipera.
Ma la vera ricchezza della Riserva è quella avifaunistica: innumerevoli passeriformi denunciano la loro presenza e la varietà con canti diversamente modulati e l'osservatore attento ne nota il brulicare nel folto delle fronde degli alberi.  La popolazione già numerosa di fagiani, aumenta la sua entità in periodo di apertura della caccia perché molti individui giungono dalle zone limitrofe a trovare rifugio nei confini sicuri della riserva. 
Più visibili e affascinanti, i rapaci dominano dall'alto il territorio.  Numerose le poiane ma non mancano l'albanella minore, l'albanella reale, il gheppio, il lodolaio, il falco pecchiaiolo, il nibbio bruno, il falco di palude e il falco cuculo.  I rapaci notturni sono presenti in almeno quattro diverse specie: barbagianni, civetta, allocco e gufo comune.
Le specie di mammiferi che si possono incontrare in Riserva sono quelle tipiche della fascia collinare subappenninica emiliano-romagnola con qualche eccezione di un certo interesse.  Il riccio, il tasso, la lepre, la donnola, la volpe, la faina, l'istrice (particolarmente numerosi gli esemplari e in crescita).
La densità di esemplari di volpe raggiungeva, fino a qualche tempo fa, i valori di concentrazione massimi rispetto al territorio disponibile.  Da qualche tempo l'aumento della popolazione di istrici sta mettendo a dura prova la popolazione di volpi.  L'istrice infatti occupa le tane delle volpi costringendo queste ultime a trovare ricovero in luoghi meno sicuri (soprattutto per le nascite). 
Caprioli, particolarmente numerosi e ben visibili all'alba e al tramonto, e cinghiali completano la popolazione della Riserva di Onferno. Numerosi anche i micromammiferi: sei specie di insettivori e cinque di roditori.
Infine i Chirotteri: ce ne sono più di 6.000 esemplari, appartenenti a sei specie diverse che convivono in perfetta armonia abbarbicati a pochi metri quadrati della volta delle grotte.

## Strutture ricettive
- Museo naturalistico[4]
- Centro visite[4]